# 西藏竹叶青蛇
西藏竹叶青蛇（学名：Himalayophis tibetanus）又名西藏喜山蝮，为蝰科喜山蝮属的爬行动物，是中国的特有物种，没有亚种。分布于西藏等地。该物种的模式产地在西藏聂拉木。其种加词“tibetanus”意为“西藏的”。

## 保护
本种于2023年被收录入《有重要生态、科学、社会价值的陆生野生动物名录》。